# Orle
Orle  è un comune della Croazia di 2 145 abitanti della Regione di Zagabria.